# Green Zone (película)
Green Zone (2010) —en español: «Green Zone: distrito protegido» o «La ciudad de las tormentas»— es una película estadounidense de 2010 del género acción escrita por Brian Helgeland y dirigida por Paul Greengrass. La película está inspirada en el libro de no ficción Imperial life in the Emerald City: Inside Iraq's Green Zone (Vida imperial en la Ciudad Esmeralda: dentro de la zona verde de Irak) del periodista Rajiv Chandrasekaran. El elenco principal está conformado por Matt Damon, Amy Ryan, Greg Kinnear y Brendan Gleeson. La producción comenzó en enero de 2008 en España y continuó en Marruecos. La película se estrenó en Australia y Rusia el 11 de marzo de 2010, y en EE. UU. y en otros países el 12 de marzo de 2010. La película se lanzó en DVD y en Blu-Ray el 22 de junio de 2010.

## Trama
Las bombas explotan ruidosamente fuera de una casa. En el interior, los hombres iraquíes se movilizan para irse, pero esperan al general Al Rawi. Cuando se va, ordena a sus hombres que se reúnan con él en las casas de seguridad. Bagdad está bajo ataque.
El jefe Roy Miller y su Equipo de Explotación Móvil (MET) están a punto de asaltar un sitio basado en inteligencia sólida que ha confirmado que es un sitio de ADM químicas y biológicas. Su trabajo es descubrir evidencias de armas de destrucción masiva en Irak, algo que todo el mundo y Estados Unidos esperan ansiosamente, ya que es una de las únicas razones de la invasión. En sus Humvees, llegan cerca del sitio donde otro equipo del ejército, aunque con un pelotón bastante grande, no puede proteger el lugar de los saqueadores civiles, que están agarrando y sacando todo lo que pueden sacar del sitio. Miller está tratando de que su equipo ingrese al sitio para desactivar y asegurar las armas de destrucción masiva, pero el otro equipo no le brinda ninguna ayuda. Es muy caótico. El líder del otro equipo les dice que hay un francotirador escondido en el sitio de construcción. Después de una discusión táctica, Miller y su equipo se mudan. Detectan al francotirador y lo derriban. Después de ponerse las máscaras y el equipo, inspeccionan el sitio en la oscuridad, solo para darse cuenta de que estaba vacío. Roy comenta que esta es la tercera vez consecutiva que se han enfriado.
De regreso en el aeropuerto, vemos a los reporteros reuniéndose para la llegada del futuro ministro iraquí. Lawrie Dayne, reportera del WSJ, acude a su fuente, Clark Poundstone (Inteligencia del Pentágono) y le pide más consejos sobre Magellan. Dice que lo está intentando pero que le ha dado todo lo que tiene y que la información es muy delicada. Ella está bastante descontenta con esto; él la ignora y va a saludar al ministro mientras se van a la Zona Verde (un lugar seguro que alguna vez fue el palacio de la república de Saddam. Incluso ellos están en partes y en ruinas). Poundstone está impulsando una agenda de democracia para Irak, pero el caos desenfrenado del país la desafía constantemente. Tienen una reunión y existe animosidad entre Poundstone y un Intel de la CIA, Martin Brown, que parece un veterano en los asuntos iraquíes. Martin le plantea el problema a Poundstone de que no pueden gobernar Irak solos, necesitan la ayuda de la vieja guardia y que aún tienen que encontrar armas de destrucción masiva. Poundstone no está de acuerdo y dice que es solo cuestión de tiempo.
Roy Miller regresa a su campamento y va a buscar a su jefe. Él le dice que la inteligencia no parece cuadrar. Su jefe le dice amablemente que lo deje y dice que no puede cuestionar la inteligencia. Roy no está satisfecho y en una reunión de grupo, lo saca a relucir y dice que las últimas veces todo lo que su equipo ha recibido es una dona. Lo callan al decirle que la fuente de inteligencia es confiable y que toda la información ha sido verificada, y eso es todo. Martin Brown está en esta reunión de grupo y cuando Miller se va para buscar otra fuente, Martin se le acerca y dice que sospecha lo mismo y le da su número a Miller para que lo contacte si surge algo. Miller va al sitio de Al Mansour (en el camino son asaltados por una gran multitud que está muy enojada porque no tienen agua) y comienza a cavar hoyos para encontrar las armas de destrucción masiva.
Mientras tanto, el general Al Rawi y su vieja guardia de oficiales del ejército iraquí de alto rango se reúnen en una de las casas seguras. Comienzan a discutir qué hacer con los soldados estadounidenses que han invadido Irak. El general Al Rawi parece muy tranquilo y sabio, y les aconseja que esperen y vean. Sin saberlo, un civil iraquí en esa zona que se dirigía a su automóvil notó que el grupo inusual se dirigía a la casa. Mientras Miller y su equipo todavía están cavando hoyos, de repente hay una conmoción con uno de los oficiales de Miller. Va a ver cuál es el problema, y su soldado está sentado encima del civil iraquí cojo, hundiendo su cabeza en la arena. El hombre está luchando, obviamente sintiéndose muy molesto. Roy les dice a sus hombres que se relajen y el civil iraquí comienza a despotricar contra Miller. Miller espera a que termine y se calme antes de preguntarle qué quiere. El iraquí dice que tiene información para compartir, pero que no esperaba ser tratado como basura por hacerlo. Miller pregunta qué es y el hombre dice que vio a este extraño grupo de tipos que se dirigían a la casa, rodeados de guardaespaldas con AK-47. Miller reúne a sus hombres para un ataque. Uno de los hombres de Miller prefiere hacer las cosas según el libro y es bastante reacio a hacer algo fuera de sus órdenes. Sin embargo, esta vez cede. Miller dice que no pueden subirse a sus Humvees, por lo que roban algunos autos destartalados y siguen al iraquí hasta la casa. Apenas llegan, comienzan a notar que algunos de los participantes están a punto de irse. Lanzan un ataque y, en el intercambio, Miller ve al general Al Rawi (que escapa por la espalda) y lo identifica como la jota de tréboles. Capturan al anfitrión de la reunión, que tiene un pequeño libro negro que supuestamente contiene las direcciones de las casas de seguridad y los planos. Roy interroga al hombre, quien dice que solo Al Rawi tiene la información sobre los sitios de armas de destrucción masiva, los demás no lo saben. Justo cuando están a punto de llevarse a los prisioneros, 3 helicópteros del ejército llenos de fuerzas especiales entran e intimidan al MET. Se llevan a los prisioneros. Miller logra robarle el libro a Freddy para quitárselo a las Fuerzas Especiales. Miller está desconcertado de cómo las Fuerzas Especiales supieron de su redada tan rápido y por qué se le negó su única pista real sobre los sitios de armas de destrucción masiva. Poundstone es informado de la captura, y el arreglo de él y Lawrie se estropea, ya que no puede proporcionarle más actualizaciones.
Miller recupera el libro y llama a Martin al respecto. El equipo de Miller se divide en 2 y acuerdan reunirse en la piscina del palacio de la República, donde ven a la gente divirtiéndose, bebiendo cerveza y comiendo pizza Dominoes. Miller le da a Martin el libro negro y dice que necesita llegar al anfitrión de la reunión porque sabe dónde encontrar a Al Rawi. Martin dice que hará lo que pueda. Lawrie ve a Miller y hace que se mueva hacia él para obtener información; dice que lo tendrá en cuenta. En su habitación, busca sus artículos en la red y encuentra que sus artículos citan fuentes coincidentes muy similares de los sitios WMD como lo hace su resumen de Intel.
El anfitrión de la reunión está siendo torturado para obtener información. Sigue mencionando el libro. Poundstone sospecha que Martin lo tiene. Martin llama a Miller y dice que logró meterlo en la prisión. Le da un millón de dólares para sobornar al anfitrión de la reunión para que NO revele nada a sus interrogadores (bajo Poundstone). Miller se sorprende al pensar que todos los estadounidenses están del mismo lado; Martín le dice que no sea ingenuo. Miller y Freddy van a la prisión e inventan una historia para ver al anfitrión de la reunión. Lo encuentran gravemente herido por la tortura. El anfitrión de la reunión le pregunta a Miller por qué lo trataron así; después de todo, ¿no acordaron en la reunión que serían bien tratados? Miller pregunta qué reunión, dice el anfitrión de la reunión en Jordania. Mientras tanto, Poundstone ha recibido una orden presidencial para asaltar la oficina de la CIA en Bagdad y recuperar el libro negro. Poundstone usa las direcciones del libro negro para cazar a los guardias iraquíes y asesinarlos.
Miller va a buscar a Lawrie, y él junta las piezas de que el Magallanes que ella está buscando es Al Rawi, quien se había reunido anteriormente con Poundstone en Jordania y reveló el verdadero estado del programa de armas de destrucción masiva de Irak, básicamente, no había ninguno. Nadie verificó la fuente ni la información; Poundstone la alimentó y la usó para difundir la noticia y propagar el mito. Miller se da cuenta de que Al Rawi es la única persona ahora que puede salir a poner todo en perspectiva, pero Poundstone, al impulsar su agenda de democracia, no quiere que sus métodos turbios salgan a la superficie. Incumplió las promesas que le hizo a la vieja guardia iraquí. , prometiéndoles un puesto en el nuevo Irak pero en realidad no tenía intención de hacerlo. Si Irak no tuviera un programa activo de armas de destrucción masiva, no sería una amenaza y EE. UU. no debería haber entrado y, básicamente, necesitan dejar que los iraquíes formen su propio gobierno (y que EE. UU. no establezca una democracia allí).
Comienza la caza de Al Rawi. Miller para averiguar la verdad, y Poundstone y sus hombres para encubrir la verdad sobre las armas de destrucción masiva. Miller es capturado por Al Rawi y torturado, pero Al Rawi lo escucha de primera mano sobre lo que sucedió en la reunión en Jordania. Son atacados y en la persecución, Freddy sale y dispara a Al Rawi. Le dice a Miller que deje Irak en manos de los iraquíes. Miller se prepara para irse a casa, pero antes de hacerlo, escribe su resumen de Intel y lo envía a todos los periódicos, diciendo que lo hagamos bien esta vez. Su resumen es la verdad de que no hay armas de destrucción masiva en Irak. La democracia también falla, ya que ninguno de los grupos iraquíes quiere un presidente iraquí títere que esté controlado por el gobierno de Estados Unidos.

## Reparto
- Matt Damon como Roy Miller.
- Amy Ryan como Lawrie Dayne.
- Brendan Gleeson como Martin Brown.
- Greg Kinnear como Clark Poundstone.
- Yigal Naor como General Mohammed Al-Rawi.
- Nicoye Banks como Perry.
- Jason Isaacs como Sargento mayor Briggs.
- Martin McDougall como Sr. Sheen
- Khalid Abdalla como Freddy.
- Antoni Corone como un Coronel.
- Tommy Campbell como el Comandante de Chopper Comms.
- Paul McIntosh como un Oficial de la CIA.
- Sean Huze como Sargento Conway del Ejército de EE.UU.
- Robert Harrison O'Neil como un Periodista de TV.
- Said Faraj como Seyyed Hamza.
- Abdul Henderson como Marshall.
- Soumaya Akaaboune